# Murmansk
Murmansk [murmánsk] (rusko Му́рманск, Múrmansk) (68° 57' severno, 33° 18'  vzhodno) je mesto heroj v Rusiji 1967 km severno od Moskve ob obali  Barentsovega morja v Arktičnem oceanu. Mesto je upravno središče Murmanske oblasti. Leta 2010 je imelo 309.362 prebivalcev. Mesto ima neuraden vzdevek ribja prestolnica Rusije, saj večina ulova rib prihaja iz tega mesta.
Mesto je pomembno pristanišče, edino rusko pristanišče v Barentsovem morju, ki ne zamrzne vse leto, saj ga obliva topel severnoatlantski tok.
Ob obali Murmanskega fjorda v Severomorsku se nahaja osrednje oporišče Severne flote (rusko Severnij flot) Ruske vojne mornarice. Prav tako pa se v omenjenem fjordu nahaja sedež in pristanišče ruskega državnega podjetja Atomflot, ki upravlja z rusko trgovsko mornarico jedrskih ledolomilcev.